# Обмен заключёнными шпионами между Россией и США (2010)
| Illegals Program Десять российских агентов, задержанных 27 июня 2010 года. Фотографии с сайта Федеральной службы маршалов. |

Обмен заключёнными шпионами между Россией и Соединёнными Штатами Америки 9 июля 2010 года в Вене стал завершающим этапом операции ФБР по раскрытию сети «законсервированных» разведчиков-нелегалов. Разведчики были внедрены на территорию США, по всей вероятности, Службой внешней разведки России. Раскрытие этой сети заняло несколько лет и завершилось в конце июня 2010 года арестом 11 подозреваемых (10 были арестованы на территории США и один на Кипре). Десятерым из арестованных были предъявлены обвинения в длительной подпольной деятельности в пользу России. Одиннадцатый подозреваемый, арестованный на Кипре, Роберт Кристофер Метсос, офицер связи российской разведки, был отпущен под залог и скрылся; двенадцатый — разведчик-нелегал Сергей Черепанов (Генри Фрит) смог на следующий день после ареста основной группы в США бежать из Испании.
Десять разведчиков признались в совершении вменяемых им преступлений и были обменяны на четырёх российских граждан. Трое из них были осуждены за государственную измену в форме шпионажа — учёный Игорь Сутягин, бывший полковник ГРУ Сергей Скрипаль, бывший сотрудник российских спецслужб Александр Запорожский, а также бывший офицер КГБ и бывший заместитель начальника службы безопасности телекомпании «НТВ-Плюс» Геннадий Василенко, осуждённый за незаконное хранение оружия и попытку изготовления взрывного устройства.

## Обстоятельства дела
Некоторые фигуранты дела, используя поддельные документы, получили права гражданства или проживания в разных странах и поступили в американские университеты или нашли работу, имея целью проникновение в правительственные круги.
Российские разведчики обвинялись в передаче информации Службе внешней разведки (СВР), в том числе с использованием исчезающих чернил, беспроводных компьютерных сетей, коротковолновых передатчиков, обмена одинаковых чемоданов на вокзалах и цифровых фотографий. Обмен сообщениями и материалами происходил в общественных местах, таких как центральный вокзал Нью-Йорка и Центральный парк.
Передаваемая информация касалась политики Соединённых Штатов в Центральной Америке, восприятия внешней политики России Штатами, проблем армии и американской политики ввиду использования интернета террористами.
Десять подозреваемых были арестованы 27 июня 2010 года в ходе операций в Бостоне, Монтклэре, Йонкерсе и северной Виргинии. Им были предъявлены обвинения в отмывании денег (предусматривает наказание до 20 лет лишения свободы). Обвинений, связанных с похищением секретных сведений, предъявлено не было, хотя у обвиняемых были связи с бывшим сотрудником разведки и учёным, участвовавшим в разработке бетонобойных бомб.
Сразу же после известия о задержании разведчиков в СВР началось масштабное расследование по поиску канала утечки информации о нелегалах. Заявлялось, что предателем в СВР, выдавшим американцам российских разведчиков, был «полковник Щербаков» — бывший начальник американского отдела управления «С», курирующего работу по линии нелегальной разведки. Позже было уточнено, что сотрудником СВР, раскрывшим спецслужбам США личности российских агентов, был полковник Александр Николаевич Потеев, а не полковник Щербаков, как писала ранее газета «Коммерсантъ».
Потеев возглавлял 4-й (американский) отдел Управления «С» СВР России (нелегальная разведка) и сбежал из России в США за несколько дней до начала июньского визита в Вашингтон президента РФ Дмитрия Медведева. При этом утверждается, что «уход» Потеева организовала американская сторона, опасаясь его разоблачения. Выяснилось, что руководство СВР фактически «проморгало» тот факт, что дочь Потеева давно живёт в США. В США также долгое время проживала его жена.
Примерно за год до ареста разведчиков Потееву предлагали повышение по службе, но тот отказался (по мнению журналистов, опасаясь обязательной проверки на детекторе лжи). Незадолго до ареста разведчиков сын Потеева, работавший в Рособоронэкспорте, спешно перебрался из России в Америку. Американцы опасались, что после бегства Потеева в СВР заподозрят предательство и начнут выводить своих людей из США, поэтому власти США начали аресты разведчиков. По утверждению газеты «Коммерсантъ», в числе выданной Потеевым информации — личное дело ценного нелегального сотрудника генерала СВР Михаила Васенкова, что является беспрецедентным случаем в истории российской разведки.
По словам двух неназванных источников «Новой газеты», полковник Потеев в США занимался отмыванием денег российских чиновников и бизнесменов.
При этом настоящий полковник Щербаков существует и также сотрудничал с американскими спецслужбами, хотя и не имеет непосредственного отношения к задержанию в США российских разведчиков. Щербаков «ушёл» уже несколько лет назад. Он не работал в Управлении «С», как об этом написали в ряде изданий, а был заместителем начальника Управления «К», которое ответственно за контрразведывательное обеспечение разведки в целом.
По утверждению бывшего руководителя Управления «С» генерала Юрия Дроздова, не соответствуют действительности обнародованные в печати сообщения о вывозе Потеевым в США личных дел разведчиков, о встрече Потеева и Михаила Васенкова в американской тюрьме, о причинении травм Васенкову во время допроса и некоторые другие: «В их статьях собрано вместе столько небылиц, оскорбительных для наших разведчиков, намёков и констатаций, что назвать это расследованием не поворачивается язык».

## Задержанные разведчики

### Михаил ВасенковиВики Пелаэс

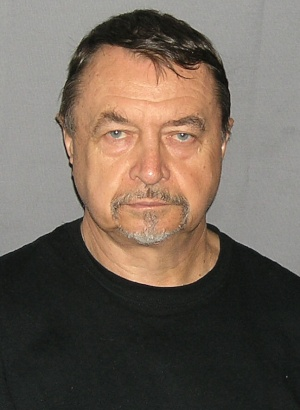
Хуан Ласаро (Михаил Васенков)

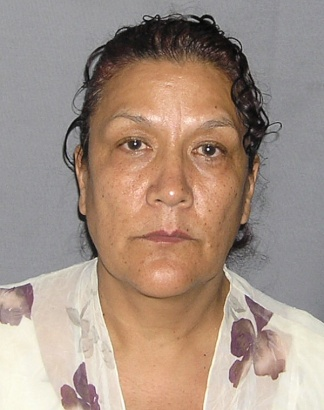
Вики Пелаэс (Vicky Pelaez)

Вики Пелаэс (Vicky Peláez) родом из Перу, гражданка США и гражданин России Михаил Васенков, проживавший под именем Хуан Ласаро были арестованы в их доме в Йонкерсе, Нью-Йорк. Оба признали причастность к российской разведке. Состоят в браке и воспитывают двоих детей. Один из них — сын Вики Пелаэс от прошлого брака.
Васенков, по легенде — уроженец Уругвая, работал под прикрытием журналиста и антрополога. В 1960-е годы выехал в Испанию, откуда затем перебрался в Чили. Работал на советскую разведку под видом фотографа. Объездил всю Латинскую Америку, заводя знакомства среди предпринимателей и политиков. Эти знакомые использовались советской, а затем и российской разведкой, в качестве источников информации и агентов влияния.
Пелаэс работала в качестве телерепортёра в Перу. В 1970-е годы Васенков женился на Вики Пелаэс. Вскоре они вместе по заданию советской разведки перебрались в США. В Нью-Йорке Пелаэс устроилась журналистом в крупную испаноязычную газету El Diario La Prensa. Критиковала политику США в Латинской Америке и выступала в поддержку национально-освободительных движений в странах региона. В 1984 году была похищена революционной группой имени Тупака Амару, похитители требовали в обмен на её освобождение выпустить их в эфир. Оператор, который был похищен вместе с Пелаэс, заявил впоследствии, что похищение казалось спланированным.
В США Васенков имел знакомства с высокопоставленными функционерами Демократической партии США. Однажды ему удалось добыть расписание зарубежных поездок президента США на несколько лет вперёд. В 1980-е годы за успешную работу на разведку Васенкову присвоили звание Героя Советского Союза. В 1990 году Васенков написал статью, в которой положительно отзывался о партизанском движении «Сияющий путь» Венесуэлы.
За время работы за границей Васенков получил три высших образования и учёную степень в политологии. Он настолько натурализовался, что почти забыл русский язык. Васенков в соавторстве написал книгу Women and Revolution: Global Expression. Учился в Новой школе (Нью-Йорк) (New School for Social Research) и в течение одного семестра 2008—2009 учебного года вёл/преподавал «Политику стран Латинской Америки и Карибского бассейна» в Baruch College.
В 2000 году Хуан Ласаро (Михаил Васенков) и Вики Пиларес попали в поле зрения ФБР. Васенков-Ласаро по выходным выезжал за город по одному маршруту и передавал радиошифровки Москве с помощью азбуки морзе.
По сообщению газеты The New York Times 29 июня 2010 года Васенков критически отзывался об американской внешней политике: «Он придерживался мнения, что войны в Ираке и Афганистане были начаты в угоду финансовым интересам американских корпораций». Он восхищался президентом Уго Чавесом, а президента Колумбии Альваро Урибе называл пешкой в руках наркомафии. Как минимум один студент пожаловался руководству на Васенкова и последнего уволили по окончании семестра. Заведующий кафедрой объяснил увольнение Васенкова качеством преподавания (и отрицал связь увольнения с антиамериканскими взглядами[уточнить]).
Уволен со службы по возрасту в звании полковника в отставке.

### Андрей БезруковиЕлена Вавилова

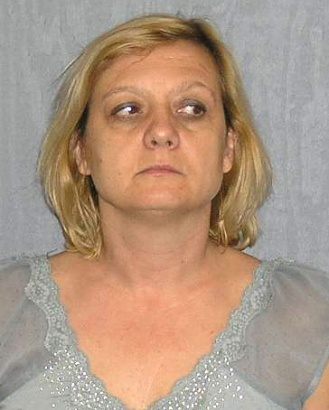
Елена Вавилова (Tracey Lee Ann Foley)

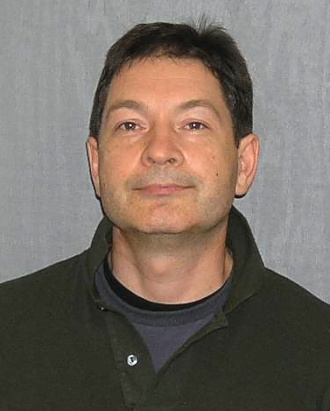
Андрей Безруков (Donald Howard Heathfield)

Полковник СВР Андрей Безруков (жил под именем Дональд Говард Хэтфилд англ. Donald Howard Heathfield) и Елена Вавилова (проживала как англ. Tracey Lee Ann Foley) признались как в шпионаже[уточнить], так и в том, что они являются гражданами России. Женаты, имеют двоих сыновей, 16 и 20 лет (на момент ареста).
Безруков со своей супругой Еленой Вавиловой жили в Кембридже (Массачусетс). Хэтфилд получил степень магистра административного управления в Гарвардском институте государственного управления им. Джона Ф. Кеннеди (Гарвардский университет). По легенде, Хэтфилд был сыном канадского дипломата и окончил школу в Чехии. Один из друзей по Гарварду отметил, что Хэтфилд держался в курсе дел своих сокурсников, в число которых входил и президент Мексики Фелипе Кальдерон.
Безруков состоял в организации World Future Society, охарактеризованной однажды газетой «Boston Herald» как фабрика мысли по новым технологиям, на конференции которой съезжаются ведущие специалисты в области государственного управления. (Бывший советник по вопросам безопасности Ала Гора Леон Фуерт и Вильям Халал, профессор из университета им. Дж. Вашингтона участвовали в конференции World Future Society в 2008.) Фуерт и Халал были знакомы с Хэтфилдом. Халал охарактеризовал свои отношения с Хэтфилдом как тёплые. «Я сталкивался с ним на собраниях в федеральных агентствах, фабриках мысли и World Future Society. Я не знаю ничего, что могло бы представлять интерес с позиций безопасности. Всё, что я предоставил Дону, было опубликовано и доступно через интернет».
Безруков занимал должность генерального директора Future Map, консалтинговой компании из Кембриджа, специализирующейся на правительственных и корпоративных системах готовности (англ. preparedness systems).
Елена Вавилова работала в риелторском агентстве Redfin, в Соммервилле, штат Массачусетс.

### Владимир и Лидия Гурьевы

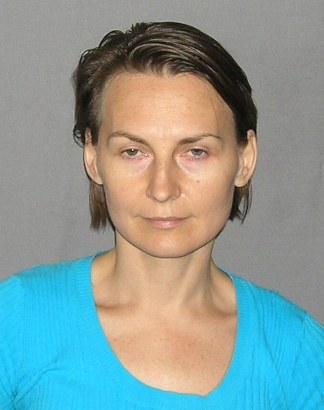
Лидия Гурьева (Cynthia Murphy)

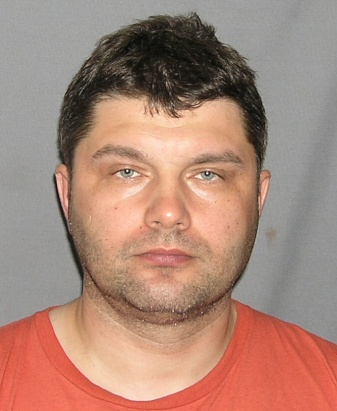
Владимир Гурьев (Richard Murphy)

Владимир Гурьев (известный под именем Ричард Мерфи англ. Richard Murphy) и Лидия Гурьева (проживала как Синтия Мерфи англ. Cynthia Murphy) были российскими агентами в Нью-Джерси. Лидия Гурьева окончила школу в Соединённых Штатах, получила два диплома в Университете Нью-Йорка и степень магистра администрирования в бизнес-школе Колумбийского университета. В 2009 году завела связи в финансовых кругах Нью-Йорка с целью получения информации о мировом рынке золота. Пыталась завести дружеские отношения с Аланом Патрикофом, инвестором, специализирующимся на венчурах. Лидия Гурьева была вице-президентом компании Morea Financial Services в Нью-Йорке.
Гурьев снабжал Куцика оборудованием и деньгами. Когда компьютерная программа вышла из строя, Гурьев предоставил Куцику переносной компьютер, привезённый из Москвы.
Профессор Нина Хрущёва, научный руководитель Владимира Гурьева с 2002 года, заявила в июле 2010 года: «Я всегда была озадачена несоответствием между абсолютно американским именем и абсолютно русским поведением… У него был сильный русский акцент и невероятно мрачный русский характер».
Лидия Гурьева критиковала Владимира за недостаточную активность и рекомендовала ему налаживать связи с людьми, имеющими отношение к Белому дому. Также в обязанности пары входил сбор информации об американской политике в Афганистане, ядерной программе Ирана и последнем соглашении о сокращении стратегических наступательных вооружений. Вскоре после ареста Гурьевых один из соседей пошутил: «Они не могут быть шпионами. Посмотрите только на их гортензии».
В 2006 году ФБР, проведя обыск в доме Гурьевых, обнаружили блокноты с шифрами и дискеты. С помощью скрытой шифрованной программы на дискетах они могли обмениваться информацией с Москвой, однако ФБР могла читать как их сообщения, так и сообщения из Москвы.
Супруги Гурьевы были арестованы в собственном доме в Монтклэре, штат Нью-Джерси. Имеют двух дочерей — 11 и 9 лет. Владимир Гурьев имел поддельное свидетельство о рождении, согласно которому он родился в Филадельфии. Синтия Мерфи была якобы рождена в Нью-Йорке. Пара прибыла в США в середине 90-х и первое время проживала в Хобоконе. В 2008 году они приобрели дом в пригороде Монтклэра за 481 тысячу долларов США. Сообщается, что из-за оформления собственности на дом у них возникли разногласия с центром. В итоге собственность была оформлена на «Московский центр».

### Михаил Куцик и Наталья Переверзева

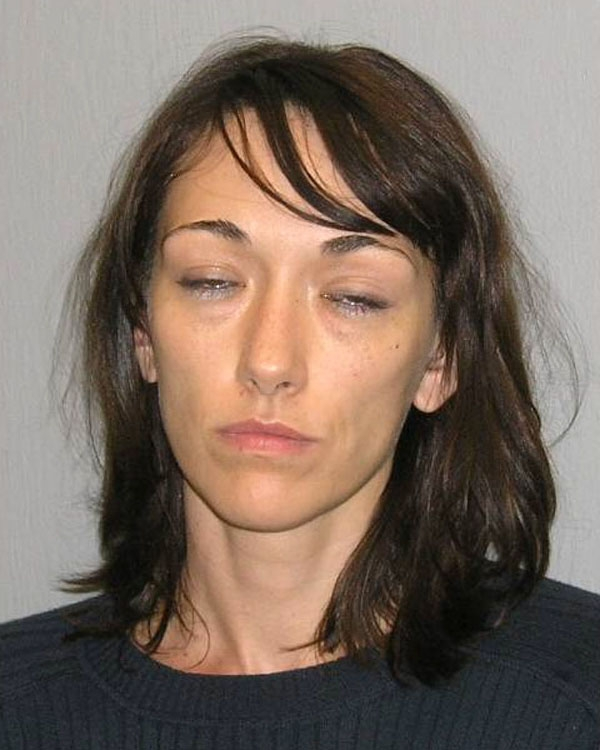
Наталья Переверзева (Patricia Mills)

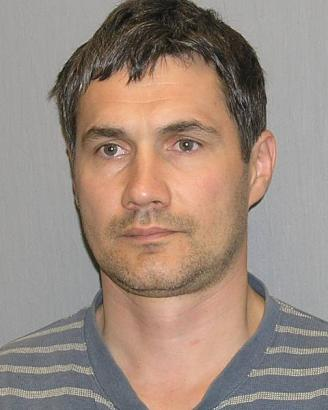
Михаил Куцик (Michael Zottoli)

Михаил Куцик (проживал как Майкл Цоттоли англ. Michael Zottoli) и Наталья Переверзева (проживала под именем Патрисия Миллз англ. Patricia Mills) жили в Сиэтле, потом в округе Арлингтон (штат Виргиния). По данным ФБР Куцик переехал в США в 2001 году, Переверзева в 2003 году. Он представлялся американцем, имел заметный акцент. Наталья Переверзева представлялась канадкой, соседи сочли её акцент югославским. Два года они жили в Сиэтле, штат Вашингтон и учились в Университете Вашингтона. Куцик работал на разных местах, в том числе бухгалтером в телекоммуникационной компании, продавцом автомобилей. Переверзева занималась воспитанием сына. В 2009 году у них родился второй сын. После того как Куцик потерял работу в 2009 году, семья переехала в Арлингтон в штате Вирджиния. После ареста родителей их дети были отправлены в Россию.
Куцик и Переверзева признались в тайной деятельности на территории США в качестве незарегистрированных агентов. Власти США заявили, что супруги занимались разведывательной деятельностью в пользу России как минимум с 2004 года. Они принимали кодированные радиосообщения из высоко расположенного дома в Сиэтле. ФБР провели тайный обыск в их доме и обнаружили «случайные числа», используемые предположительно для расшифровки сообщений. Куцик получил от Гурьева сумму денег в Коламбус-сёркл в Нью-Йорке в 2004 году. В 2006 году их сфотографировали в Вурстборо в Нью-Йорке, где они выкопали связку денег, два года перед этим закопанную Метсосом. В 2009 году Куцик встретился в Нью-Йорке с Мерфи, от которого получил крупную сумму денег наличными и флэш-карту.
Куцик и Переверзева были арестованы 27 июня 2010 года в их собственном доме в Арлингтоне. Их семьи живут в России, ввиду чего следствие исключило возможность освобождения под залог.

### Анна Чапман

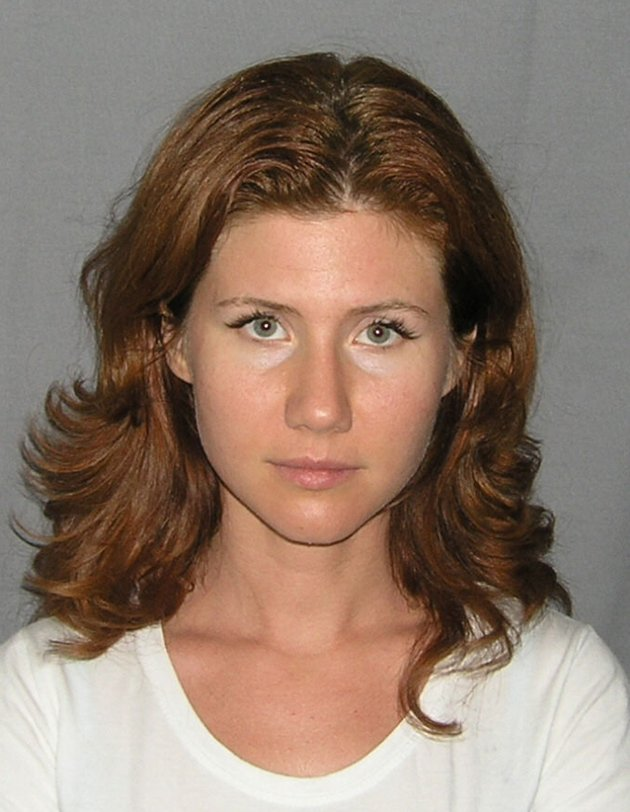
Анна Чапман

В 2009 у ФБР появилась информация о прибытии двух человек, подозреваемых в шпионаже, а именно о Михаиле Семенко и Анне Чапман. В отличие от предыдущего поколения, они не скрывали своего происхождения и обладали новыми технологиями, недоступными для расшифровки.
Анна Чапман, до замужества Анна Васильевна Кущенко, родилась в 1982 году в Харькове (УССР), росла в Волгограде. Её отец работал в советском посольстве в Найроби. Получила степень магистра экономических наук в Университете Дружбы Народов в Москве. Работала в Лондоне в NetJets, Barclays Bank, возможно в других компаниях. В 2001 познакомилась с Алексом Чапманом, сыном английского бизнесмена и вскоре вышла за него замуж, в 2006 году развелась. 2 июля 2010 года были получены/опубликованы признания Алекса Чапмана. В частности, он заявил, что не был удивлён её арестом и тем, что его бывшая жена «тайно встречалась со своими русскими „друзьями“».
Анна Чапман имела профиль в социальной сети LinkedIn, где представляла себя в качестве генерального директора PropertyFinder Ltd, риелторского веб-сайта.

### Михаил Семенко

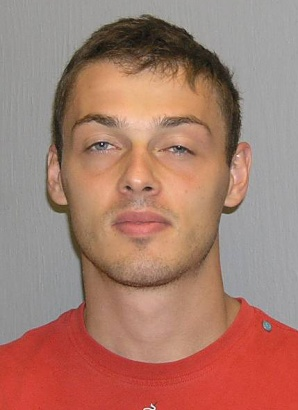
Михаил Семенко

Михаил Семенко был одним из двух агентов, которые «действовали под своими настоящими именами». Он обучался в течение одного года в Харбинском технологическом институте. Он также ходил в школу и получил высшее образование в Соединённых Штатах в Университете Сетон Холл, где получил одну из степеней в Школе дипломатии Уайтхед. Он свободно говорит на английском, русском, китайском и испанском языках. Позже работал в The Conference Board в Нью-Йорке в 2009 году, и на 2009—2010 годы работал в туристическом агентстве Travel All Russia, Арлингтон, штат Вирджиния, помогая китайским и испаноязычным путешественникам планировать поездки. На вид ему больше 20 лет. Соседи говорят, что он был стильным человеком, который ездил на спортивном автомобиле Mercedes S500 и разговаривал со своей подругой на русском языке.
Семенко был впервые замечен ФБР 5 июня, когда он использовал компьютер в ресторане, чтобы отправлять зашифрованные сообщения предположительно в один из автомобилей с российскими дипломатическими номерами, который был припаркован рядом с рестораном и стоял там около 20 минут — этим автомобилем управлял российский чиновник.
26 июня 2010 года Семенко встретился с тайным агентом ФБР, выдавшим себя за российского агента, взял конверт с 5000 долларов, который он должен был спрятать в определённом месте в одном из парков штата Виргиния (англ. Virginia), округ Арлингтон (англ. Arlington). После того, как он это сделал в 11:06, в тот же день Семенко был арестован в своём доме в Арлингтоне, пригороде Вашингтона, округ Колумбия.

## Другие агенты, связанные с событием

### Кристофер Метсос
Кристофер Метсос предположительно снабжал деньгами и выполнял роль посредника между СВР и остальными агентами. Настоящее имя — Павел Капустин. Метсос жил под именем умершего в детстве мальчика. 29 июня 2010 года по наводке Интерпола полиция Кипра задержала 55-летнего мужчину в Международном аэропорту Ларнака, когда тот садился на рейс до Будапешта. Он был отпущен под залог в 27 тысяч евро (33 777 долларов США), но скрылся и предположительно покинул страну.
Метсос имел канадский паспорт, который канадские власти аннулировали после его освобождения.

### Алексей Каретников
13 июля 2010 года правительство США обнародовало данные о двенадцатом подозреваемом в причастности к шпионской сети. Алексей Каретников, 23-летний тестер в компании «Майкрософт», был задержан 28 июня 2010 года, ему были предъявлены обвинения в нарушении иммиграционного законодательства. Характер и степень связи его с раскрытой сетью тайных агентов остаются не обнародованы. Признался в нарушении иммиграционного законодательства, предположительно, чтобы избежать дальнейшего расследования.

### Сергей Черепанов
В июне 2016 года стало известно ещё об одном российском тайном агенте, разоблачённом в 2010 году в Испании — одновременно с основной группой нелегалов в США благодаря информации перебежчика Потеева. По сведениям газеты Politico, полученным из источников в европейских разведслужбах, разведчиком-нелегалом в Мадриде почти 20 лет был сотрудник СВР Сергей Юрьевич Черепанов (род. 1955, сын карикатуриста газеты «Правда» Юрия Черепанова). В Испании Черепанов работал под именем Генри Фрита, залегендировался бизнес-консультантом компании, специализировавшейся на социально-экономических исследованиях. По легенде Фрит родился в 1957 году в смешанном браке в Эквадоре, его мать была гражданкой Эквадора, а отец — гражданин Новой Зеландии. Этим обстоятельством Фрит-Черепанов объяснял окружающим свой лёгкий акцент. Все годы работы в Испании на родине в России у него была жена Ольга Константиновна Черепанова и сын. 29 июня 2010 года, на следующий день после ареста основной группы нелегалов в США, Черепанову удалось бежать из Испании, вылетев из мадридского аэропорта Барахас благодаря благосклонности и невмешательству испанских властей, не заинтересованных в шумном шпионском скандале и осложнении отношений с Россией. Какой ущерб безопасности западных государств нанесла агентурная деятельность Черепанова, осталось невыясненным или неопубликованным. Газета Politico указывала, что Черепанов стал первым раскрытым в Европе со времён холодной войны российским разведчиком-нелегалом, живущим за границей под чужим именем с вымышленной биографией. По состоянию на 2016 год, утверждало издание, в Европе под вымышленными именами работают до 15 российских разведчиков-нелегалов.

## Способы связи
Российские агенты использовали Wi-Fi, флэш-карты и текстовые сообщения, закодированные в изображения. Для того, чтобы скрывать текстовые сообщения в безобидных файлах, использовалось криптографическое программное обеспечение российской разработки. Программа запускалась при нажатии клавиш ctrl-alt+E с последующим введением 27-символьного пароля (его сотрудники ФБР нашли записанным при обыске). Также использовались передатчики, посылающие кодированные сообщения.
Чапман в январе 2010 года передавала с помощью переносного компьютера сообщение проезжавшему в автомобиле сотруднику посольства, находясь в кофейне на 47-й улице в Нью-Йорке. Два месяца спустя она передала тому же сотруднику сообщение по компьютерной радиосети. В июне 2010 года Анне позвонил мужчина, назвавшийся «Романом» и заявивший, что является её куратором. «Роман», оказавшийся подставным агентом американских спецслужб, предложил Анне встретиться лично, чего раньше в её практике никогда не было. В ходе состоявшейся встречи агент ФБР вручил Чапман фальшивый паспорт и сообщил, что она должна передать документ «российскому нелегалу». Таким же манером Михаил Семенко был вызван на контакт с тайным агентом ФБР, выдававшим себя за русского «курьера». Одной из главных причин провала российских разведчиков в США в западной прессе называлась их непостижимая для профессионалов доверчивость и готовность прийти на встречу с незнакомым «связником», за которых выдавали себя сотрудники американских спецслужб, — подобной ошибки советские разведчики старшего поколения обычно не совершали.

## Политические последствия
Были выдвинуты опасения, что аресты подозреваемых российских шпионов, произошедшие в течение 3 суток после визита российского Президента Дмитрия Медведева в США, помешают политике Барака Обамы по сближению с Россией. Тем не менее опасения оказались напрасными: 30 июня 2010 года власти США заявили, что за арестами не последует высылка российских дипломатов и не предъявили к России никаких претензий по факту шпионажа.
В выпуске от 1 июля The Economist напечатал
Раскрытие (сети) смутило Москву, но не столько открытием факта шпионажа, сколько его неаккуратностью. Ветераны КГБ на этой неделе оплакивали падение профессиональных стандартов. Шпионский скандал может вызвать внутренние осложнения. Он развеивает ореол могущества, позволивший службам безопасности приобрести влияние при экс-президенте Путине, нынешнем премьер-министре и бывшем сотруднике КГБ. История дискредитирует его вместе с его кругом силовиков, бывших и нынешних сотрудников секретных служб. Хуже, когда над вами смеются, чем когда вас боятся Оригинальный текст (англ.)The revelations have caused embarrassment in Moscow, not so much because Russia was caught spying on America, but because it did it so clumsily. Old KGB spies this week lamented the decline in professional standards. But the scandal has rather more serious domestic implications too. It punctures the mystique that helped allow the security services to gain such clout under Vladimir Putin, Russia's former president and present prime minister and a former KGB spy. The story discredits him and his circle of siloviki, the former and present members of the security services. Being laughed at is worse than being feared.

## Суд
6 июля 2010 года The New York Times писала, что, желая избежать судебных процессов, в ходе которых могла быть раскрыта секретная/конфиденциальная информация о технологиях сбора информации, федеральные и местные органы следствия/прокуратуры США занялись поиском путей как можно более короткого и простого решения проблемы. Компромиссное решение предполагало быструю депортацию в обмен на признание в незначительных/меньших правонарушениях.
Сообщение об обмене шпионами было первым получено корреспондентом агентства Рейтерс в Москве. Он получил информацию о том, что утром 7 июля Игорь Сутягин, осуждённый в 2004 за передачу секретной информации британской компании, по утверждению следствия представлявшей интересы ЦРУ, был освобождён.
На суде 8 июля все 10 подозреваемых признались в секретной деятельности на территории США. Хотя данная статья предусматривает до 5 лет лишения свободы, газета The Washington Post охарактеризовала признания как первый шаг на пути к самому масштабному обмену шпионами с окончания холодной войны. Все подозреваемые, за исключением Вики Пелаэс, признали, что являются гражданами России. По заявлению генерального прокурора США Эрика Холдера, никто из подозреваемых не передавал секретную информацию, и поэтому им не было предъявлено обвинений в шпионаже. Приговор включал ещё арест на сроки, равные времени уже проведённому в заключении. Имущество шпионов было конфисковано.

## Обмен шпионами в Вене

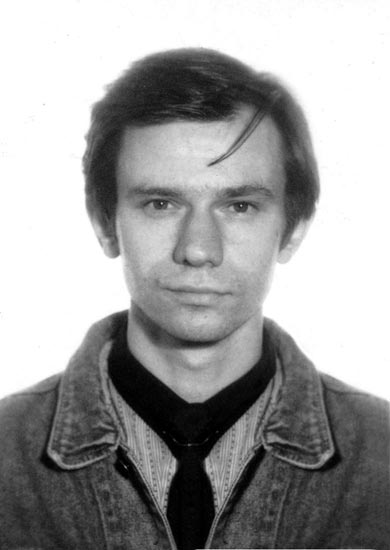
Игорь Сутягин

7-8 июля 2010 года была опубликована информация о том, что Россия и США пришли к соглашению, согласно которому 10 человек, арестованные в рамках Illegals Program, будут отправлены в Россию в обмен на лиц, отбывающих срок в России — трое из них Игорь Сутягин, Сергей Скрипаль, Александр Запорожский за шпионаж; четвёртый, Геннадий Василенко, за преступления, не связанные со шпионажем и попавший в список на обмен по неясным причинам, циркулировала информация, что Запорожский и Василенко имели отношение к разоблачению в 2001 году в США работавшего на российскую разведку сотрудника ФБР Роберта Ханссена. Обмен Сутягина американцами назывался обязательным условием сделки, что директор ФСБ А. Бортников счёл дополнительным доказательством его связей со спецслужбами США. Согласно заявлению Министерства иностранных дел России, Служба внешней разведки и Центральное разведывательное управление США при достижении соглашения об обмене действовали «исходя из соображений гуманитарного характера и развития конструктивного партнёрства».
Обмен шпионами состоялся 9 июля 2010 года в дальнем углу лётного поля аэропорта Вены, куда одновременно приземлились самолёты из Москвы и Нью-Йорка. Сутягин и Скрипаль после освобождения осели в Великобритании, Запорожский и Василенко — в США. Российские участники обмена направились в Москву, где их после обязательного карантина в Подмосковье в августе тепло принял премьер-министр России Владимир Путин. Позднее Путин сообщил, что разоблачение агентов — результат предательства перебежчика, которого, не называя имени, назвал «свиньёй» и «скотиной», а раскрытых агентов российских спецслужб — людьми, которые «положили свою жизнь на алтарь Отечества».

## Судьба обменянных

### Россияне
По состоянию на весну 2017 года ни один разведчик-гражданин России не находился под арестом или в заключении в иностранных государствах — все они вызволены, обменяны или выкуплены, о чём сообщил в интервью телеканалу «Россия 24» писатель и историк спецслужб, лауреат Премии Службы внешней разведки Российской Федерации Николай Долгополов.
Один из обменянных российских разведчиков, Михаил Васенков, умер 6 апреля 2022 года в Куско и был похоронен в Москве 5 июля.